# Bruno Rasia
Bruno Rasia (Tregnago, 3 aprile 1926 – Roma, 5 dicembre 2010) è stato un regista, pittore, sceneggiatore e disegnatore satirico italiano.

## Biografia
Rasia compì la sua formazione a Verona dove si laureò in economia. Richiamato alle armi nella seconda guerra mondiale venne arrestato e recluso in un lager nazista dal quale verrà liberato alla fine del conflitto.
Si trasferisce a Roma nel dopoguerra legandosi alle principali figure del cinema italiano, con le quali inizia a collaborare come sceneggiatore, aiuto regista e scenografo, prima di iniziare la carriera di regista cinematografico e autore televisivo.
Amico di Cesare Zavattini, Federico Fellini e soprattutto di Ennio Flaiano, diventerà il suo principale biografo, firmando anche la trasposizione televisiva dell’omonimo romanzo Un marziano a Roma per Rai Uno. Tre i volumi che curerà su di lui: Con Flaiano al caffè, Gabrielli editore, 1976, C'era una volta Flaiano, Rai Libri, 1994, Ennio il piccolo Flaiano. L'infanzia di un satiro, edizioni Gangemi Editore, 2002.
Oltre al lavoro come regista, e in seguito di autore televisivo, realizza documentari e servizi per la rubrica di approfondimento della Rai TV7.
Assai noto e frequentato a partire dagli anni sessanta il suo studio a Via Margutta, dove dipinge e nel quale realizza disegni, vignette e tavole satiriche per le edizioni di Leo Longanesi e Mino Maccari e, in seguito, per il Radiocorriere TV.
Muore a Roma il 5 dicembre 2010.

## Filmografia
- La scimitarra del Saraceno (1959) sceneggiatore e co-regia
- La notte pazza del conigliaccio (1967) sceneggiatore e co-regia
- Asmodeo (1983)
- Il malinteso (1983)
- Un marziano a Roma (1983)
- Un uomo di razza (1989)